# Ођона Санто-Стефано
Ођона Санто-Стефано (итал. Oggiona-Santo Stefano) је насеље у Италији у округу Варезе, региону Ломбардија.
Према процени из 2011. у насељу је живело 4288 становника. Насеље се налази на надморској висини од 309 м.

## Становништво
Према резултатима пописа становништва 2011. у општини је живело 4.295 становника.
| 1931. | 1936. | 1951. | 1961. | 1971. | 1981. | 1991. | 2001. | 2011. |
| ----- | ----- | ----- | ----- | ----- | ----- | ----- | ----- | ----- |
| 1.292 | 1.295 | 1.623 | 2.067 | 3.039 | 3.606 | 4.071 | 4.276 | 4.295 |